# Mathias Kiss
Pour les articles homonymes, voir Kiss.

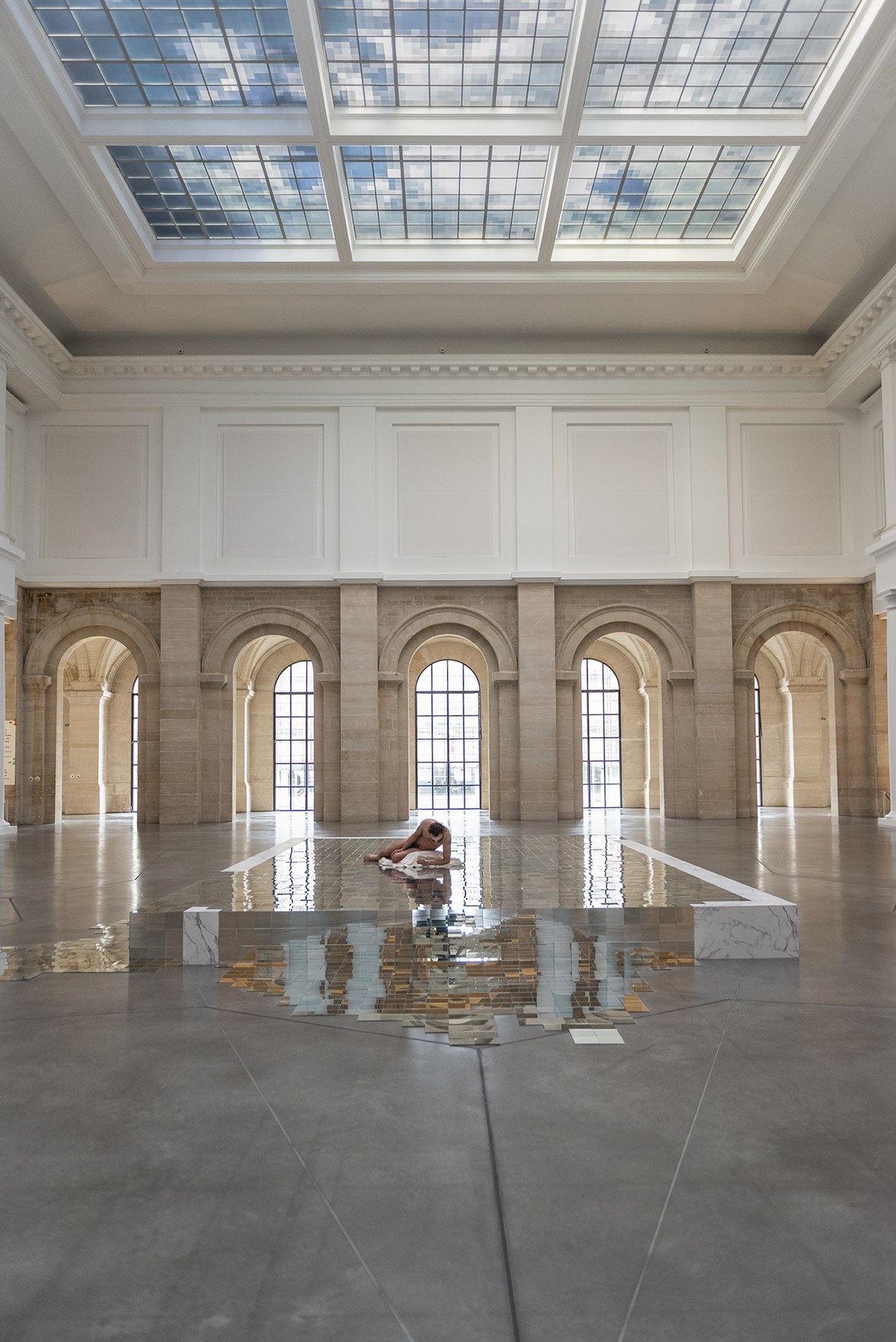
Installation Besoin d'air? / Palais des Beaux-Arts de Lille / 2019

Mathias Kiss est un artiste contemporain français d'origine hongroise né en 1972 à Poissy. Il vit et travaille à Paris. Connu pour ses installations monumentales, il expose en 2016 au Palais de Tokyo puis investit en 2019 le Palais des Beaux Arts de Lille ainsi que le Mobilier National. En 2024, il crée le trophée de la Ligue 1 de football, produit par Christofle.

## Biographie
D’un père, réfugié politique hongrois, de profession ingénieur mais qualifié par son entourage d'inventeur et d’une mère encadreuse d’œuvres d’art, Mathias Kiss grandit dans un milieu modeste. À l'âge de 10 ans, il est envoyé dans un internat de l'Essonne, où il passe la majeure partie de son adolescence. Il découvre rapidement la boxe thaï, un sport qui le suit tout au long de sa vie, jusqu’à se révéler comme une source d’expression et de position.
Elève turbulent, il est renvoyé de l'école à 14 ans, au milieu de l'année de quatrième. N'ayant pas l'âge encore requis pour entrer en apprentissage, il intègre en 1987 un pré-apprentissage CPA (cours préparatoire à l'apprentissage), puis en 1988, il commence un CAP peintre vitrier, applicateur de revêtements.
Il obtient son certificat en 1990, et travaille à partir de 1991 auprès des compagnons au sein desquels il se perfectionne pendant une dizaine d’années en tant que peintre spécialisé dans la restauration de Monuments Historiques tels que le Musée du Louvre, exerçant diverses techniques de l'art décoratif traditionnel français jusqu'en 2000.
En 2002 en tant qu'artisan d'art, il fonde l'atelier Attilalou. Avec ce dernier, il travaille sur des chantiers d'appartements, commençant à élaborer sa vision des intérieurs, de la lumière et de l'installation. Il se définit alors comme doté d'un « esprit ensemblier » et exerce le concept In situ, une notion importante dans son univers artistique.
Depuis 2008, il a renforcé sa démarche artistique, à travers des œuvres comme que le Miroir Froissé, Golden Snake ou encore ses Sky Painting, liant l'artisanat d'art à l'art contemporain. Il a notamment exposé au Palais de Tokyo, au Palais des Beaux Arts de Lille et au Mobilier National.

## Démarche
La démarche du travail de Mathias Kiss est marquée par sa formation de peintre vitrier et de ses travaux de restauration de Monuments Historiques chez les Compagnons. Ses médiums principaux sont la peinture, les décors, moulures, dorures et ornementations, ainsi que les ciels peints. Il mène un travail de déconstruction des arts décoratifs qu'il nomme « ornementation brutaliste »,.
Il mène un travail de déconstruction en réaction à son passé d’ouvrier-compagnon, revisite les normes du classicisme, traditionnellement représenté par le compas et l’équerre à travers une première démarche, Sans 90° – un travail sur l’absence d’angle droit – symbole d’une contestation des diktats techniques et esthétiques qu’il combat afin de s’affranchir du déterminisme social et scolaire.
Le ciel, élément essentiel de son œuvre, naît d’un d’un besoin viscéral d’évasion et de liberté : il signe son premier envol avec Besoin d’Air, performances murales réalisées in situ à 360°, grâce à l'emploi de techniques héritées de ses années d’ouvrier-compagnon. La série Utopie, plus libre et spontanée s’affranchit des règles de la représentation académique et répond à l’urgence du geste. Piece of Sky poursuit ce travail de libération à travers un ciel décomposé, sous forme de pixels, en mosaïque. Les installations Skyline quant à elles, invitent à dépasser le cadre de la dimension et des matériaux permettant des compositions libres, expression de l’infini. Enfin, sa série la plus récente, Color Fog, le fait renouer avec l'emploi de la peinture à l’huile, imaginant cette fois un monde sans nuages, joyeux et utopique.

## Performances
À l'occasion de l'exposition Double Je, Artisans d’art et Artistes au Palais de Tokyo en mai 2016, l'artiste réalise une performance sur le thème de la boxe thaïe, sport qu'il a pratiqué jusqu'à l'âge de 30 ans, avec le champion du monde de boxe Patrice Quarteron.

## Engagements

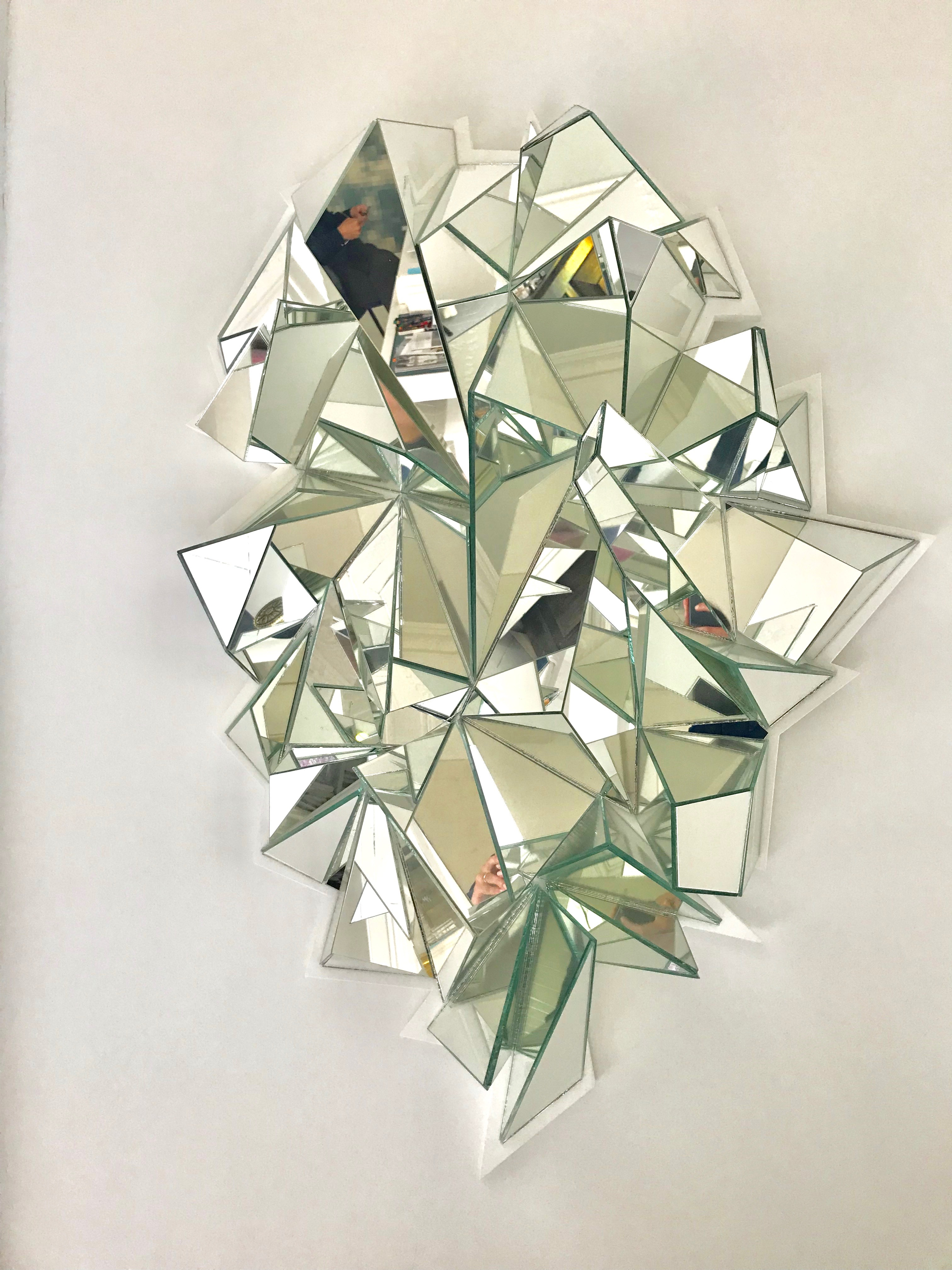
Sans 90°, Miroir Froissé de Mathias Kiss. Sculpture miroir. Réflexion sur l'absence d'angles droits. Dimensions : 90 x 65 x 22 cm

- En 2016, il crée aux côtés une assise au bénéfice de l'association La Source, "visant à développer l’expression artistique d’enfants et jeunes défavorisés"[15].
- Le 12 décembre 2019, lors de la quatorzième édition du dîner de gala de l'association AEM[16], Il fait don d'une de ses œuvres, le Miroir froissé, au bénéfice des enfants au Rwanda.
- En 2022, il crée un miroir pour l'association Paris Tout P'tits[17] accompagnant les enfants issus de famille défavorisés, vendu aux enchères aux côtés d'une cinquantaine d'autres artistes et designers contemporains.

- Il a également œuvré à former beaucoup d'apprentis à l'artisanat d'art au fil des années. Dans la continuité de cette démarche pédagogique, il a été à deux reprises membre du jury du « Défi Innover Ensemble » de la Maison des Compagnons du Devoir[18],[19].

## Prix et distinctions

### Prix
- 2013 : Wallpaper* Design Award[20]
- 2016 : Young International Art Fair Brussels[21]

## Distinctions
- 2011 : Nommé parmi les 504 designers cultes et parmi les 80 meilleurs décorateurs de l'année par AD Collector[22],[23].
- 2012 : Nommé parmi les 80 meilleurs décorateurs de l'année par AD Collector[24].
- 2013 : Invité d'honneur du salon Handmade de Wallpaper* à l'occasion du Salon international du meuble à Milan[25]. Il y présente une installation dont le tissu imite le marbre, une « réflexion sur le pli et la déformation de matériaux rigide »[26].
- 2013 : Nommé parmi les 100 meilleurs décorateurs de l'année par AD Collector[27].
- 2014 : Nommé parmi les 80 meilleurs décorateurs de l'année par AD Collector [28].
- 2015 : Nommé parmi les 20 créateurs de l'année par Wallpaper*[29].
- 2016 : Prix Young International Art Fair, Bruxelles.
- 2018 : Invité au Domaine de Boisbuchet, Centre international de recherche en design et architecture créé par le collectionneur Alexander von Vegesack[30].

## Jury
- 2015 : Festival Asvoff 8ème édition[31]
- 2017 : Dauphine Art Days[32]
- 2017 : Design Parade Toulon[33]
- 2017 : Design Parade Hyères[34]
- 2017 : Défi Innover Ensemble #7[18]
- 2018 : Défi Innover Ensemble #8[19]
- 2020 : ZadigWantsYou[35]
- 2020 : Président du Grand Prix de la Création de la ville de Paris, catégorie « métiers d'art », aux côtés de Sakina M'Sa pour la mode et Matali Crasset pour le design[36]

## Expositions
- Museo Villa dei Cedri, Hortus Conclusus, du 21 mars au 9 août 2020, Bellinzo, Italie
- Mudac, Sneaker Collab, le 19 septembre 2019 et 20 janvier 2020, Lausanne, Suisse
- Les Éditions Ofr, Mathias Kiss, Lancement, le 5 septembre, Paris, France
- Palais des Beaux-Arts de Lille, Eldorado, d'avril 2019 au 6 janvier 2020, Lille, France
- Mobilier national, Carte Blanche, du 18 septembre au 4 décembre, Paris, France
- Galerie Elle, Cosmos, du 27 juin au 27 octobre, Zurich, Suisse
- Galerie Alain Gutharc, As I like, du 29 juin au 31 juillet 2019, Paris, France
- Galerie Eva Hober, Caressez-moi fort, du 7 juin au 26 juillet, Paris, France
- Galerie Mouvements Modernes, L'art et la matière, du 7 juin au 7 juillet, Paris, France
- Galerie Elle, Skyfall, de novembre 2018 à février 2019, Zurich, Suisse
- Galerie Mouvements Modernes, The Salon, du 8 au 12 novembre 2018, New York, États-Unis
- Galerie Alain Gutharc, Maquette, prototype et épreuve d’artiste, du 8 au 22 septembre 2018, Paris, France
- Centre d'art contemporain départemental de l'ar[T]senal, Héritages, du 4 mai au 16 septembre 2018, Dreux, France
- Galerie Léage, New Lights, du 5 avril au 30 juin 2018, Paris, France
- Contemporary Art Fair, La Con-fi-den-tielle, du 22 au 25 mars 2018, Paris, France
- TEFAF Maastricht / Galerie Flore / Stand 237 / 10-18 mars 2018
- Galerie Alain Gutharc, Sunny Winter & Pleasure, de novembre 2017 à janvier 2018, Paris, France
- Longchamps, Parcours Saint Germain, juin 2017, Paris, France
- Musée des arts appliqués, SUF/FACE, de mai à octobre 2017, Francfort, Allemagne
- Mudac, Miroir-Miroir, de mai à octobre 2017, Lausanne, Suisse
- Musée Auguste Comte, D’Days, mai 2017, Paris, France
- TEFAF, YIA, mars 2017, Maastricht, Pays-Bas
- Galerie Roissart et Bronze, Eurantica Fine Art Fair, mars 2017
- Gallery Elle, Sans90degré, mars 2017, Zurich, Suisse
- Galerie Alain Gutharc, Une Autre Fin du Monde est Possible, de janvier à février 2017, Paris, France
- Vente aux enchères, La Source, décembre 2016, Paris, France
- Galerie Alain Gutharc, In situ, septembre 2016, Paris, France
- TEFAF, YIA, avril 2016, Bruxelles, Belgique
- Palais de Tokyo, Double Je, de mars à mai 2016, Paris, France
- Musée des Arts Décoratifs, L’empreinte du geste, mars 2016, Paris, France
- Place vendôme, Radiant Room, Boucheron, novembre 2015, Paris, France
- Galerie NextLevel, Ornementation Brutaliste, de mai à juillet 2015
- Palais des Beaux Arts, Open Museum, AIR, d'avril à août 2014, Lille, France
- PAD, Half, mars 2014, Paris, France
- Espace Commines, Meet my project, septembre 2013, Paris, France
- Galerie Armel Soyer, Solo Show, DesignMiami Bâle, juin 2013, Suisse
- Studio AIR, Biennale de Belleville, de septembre à octobre 2012, Paris, France
- Galerie Armel Soyer, Sans90degré, mai 2012, Paris, France